# 奧厄河 (萊訥河支流)
51°50′31″N 9°58′06″E / 51.842°N 9.9682°E
奧厄河（德語：Aue），是德國的河流，位於該國西北部，由下薩克森州負責管轄，屬於萊訥河的右支流，河道全長19公里，流域面積112平方公里，發源自卡勒費爾德，河口處在艾恩貝克。